# Belle (Disney)
Pour les articles homonymes, voir Belle.
Ne doit pas être confondu avec Aurore dans La Belle au Bois dormant ou Lady de La Belle et le Clochard.
Belle est un personnage de fiction des studios Disney, inspiré par le personnage du conte La Belle et la Bête de Jeanne-Marie Leprince de Beaumont. Elle est apparue pour la première fois dans le « Classique d'animation » La Belle et la Bête, en 1991.
Le personnage apparaît dans diverses productions, notamment les suites du film sorties directement en vidéo : La Belle et la Bête 2 : Le Noël enchanté et Le Monde magique de la Belle et la Bête, ainsi qu'un remake du film original, La Belle et la Bête, tourné en prise de vues réelle et sorti en 2017.
Belle fait partie de la franchise « Disney Princess ».

## Description

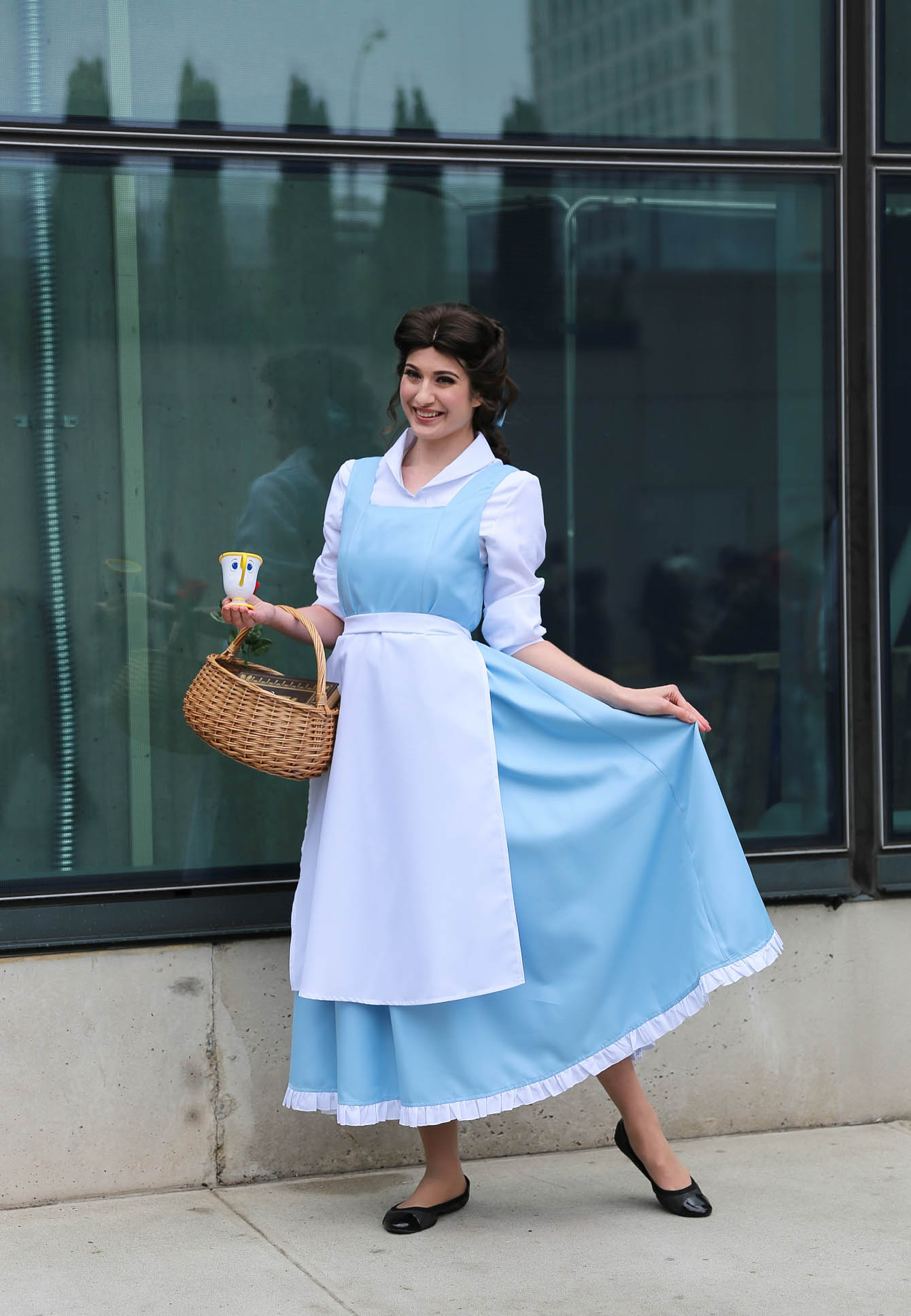
Cosplay de Belle lors d'une convention à New York.

Belle est une jeune fille habitant dans un petit village français avec son père Maurice, un inventeur que les villageois prennent pour fou. Passionnée de littérature, de découverte et de romance, elle se rend régulièrement chez le libraire, à la recherche de nouvelles histoires. Dans son village, même si tout le monde est unanime quant à sa beauté, beaucoup la trouvent « fantasque et bizarre ». Elle est courtisée par Gaston mais n'hésite pas à lui faire savoir qu'elle ne veut pas de lui pour mari.
Le téléfilm Descendants, sorti en 2015, est censé prendre place après les événements de La Belle et la Bête et met en scène les enfants de plusieurs héros et méchants de l'univers Disney dont le Prince Ben, le fils de Belle et de La Bête interprété par Mitchell Hope.

### Apparence
- Elle a les cheveux bruns, le plus souvent attachés en queue de cheval et les yeux noisette.
- Belle porte plusieurs costumes différents dans l'ensemble de ses apparitions :
  - La plupart du temps, elle est vêtue d'une robe bleue, ainsi que d'un chemisier et d'un tablier blanc.
  - En extérieur, elle porte une cape avec un chaperon bleu marine.
  - Elle est aussi très souvent représentée dans sa robe de bal jaune or.
  - Dans la scène d'hiver, au château de la Bête, on peut la voir avec une robe rose et une cape avec un chaperon rouge avec de la fourrure blanche.
  - Dans la scène de la bibliothèque, elle porte une robe faite avec plusieurs tons de vert.

### Développement du personnage
Pour le personnage de Belle, les animateurs ont pris comme modèle Sherri Stoner. Ils la filmèrent dans différentes actions et postures afin de s'en inspirer lors des phases de dessin.
Une des particularités de la création du film fut que l'animateur principal responsable du personnage de la Bête (Glen Keane) et celui responsable de Belle (Mark Henn) ne travaillaient pas dans le même studio. Henn était aux Studios Disney-MGM en Floride alors que Keane était aux studios d'animation de Glendale, en Californie. Pour le travail des scènes où les personnages devaient être coordonnés, les animateurs s'échangeaient des dessins par courrier.

## Apparitions et interprètes

### Cinéma

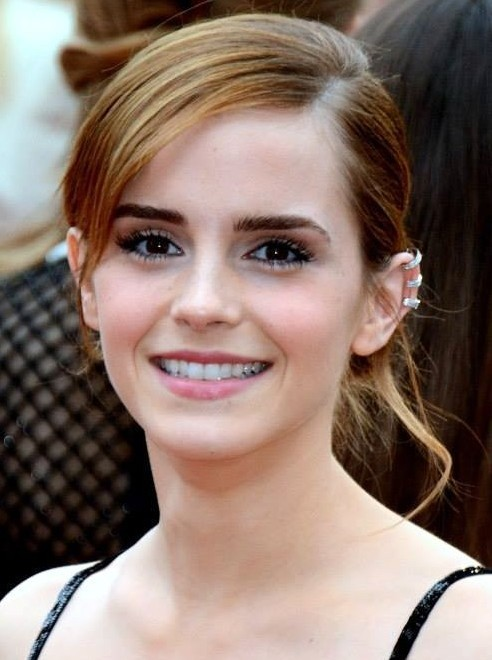
Emma Watson est l'interprète de Belle dans le film de 2017.

- La Belle et la Bête (1991) : Paige O'Hara (VF : Bénédicte Lécroart)
- La Belle et la Bête (2017) : Emma Watson (VF : Léopoldine Serre (dialogues), Emmylou Homs (chant) ; VQ : Mylène Mackay)
- Ralph 2.0 (2018) : Paige O'Hara (VF : Léopoldine Serre ; VQ : Mylène Mackay)

### Télévision
Téléfilms :
- Descendants (2015) : Keegan Connor Tracy (VF : Maia Baran)
- Descendants 2 (2017) : Keegan Connor Tracy (VF : Maia Baran)
- Descendants 3 (2019) : Keegan Connor Tracy

Séries :
- Sing Me a Story with Belle (en)[note 1] (1995–1997) : Lynsey McLeod
- Disney's tous en boîte (2001–2004) : Jodi Benson[2]
- Once Upon a Time (2011–2018) : Emilie de Ravin (VF : Karine Foviau)
- Princesse Sofia (2012) : Julie Nathanson (en)[3]

### Vidéo
- La Belle et la Bête 2 : Le Noël enchanté (1997) : Paige O'Hara (VF : Bénédicte Lécroart ; VQ : Violette Chauveau (dialogues), Kathleen Sergerie (chant))
- Le Monde magique de la Belle et la Bête (1998) : Paige O'Hara (VF : Bénédicte Lécroart)
- Belle's Tales of Friendship (en)[note 1] (1999) : Lynsey McLeod (prise de vues réelle), Paige O'Hara (animation)
- Mickey, la magie de Noël (2001) : Paige O'Hara (VF : Bénédicte Lécroart)

### Comédie musicale

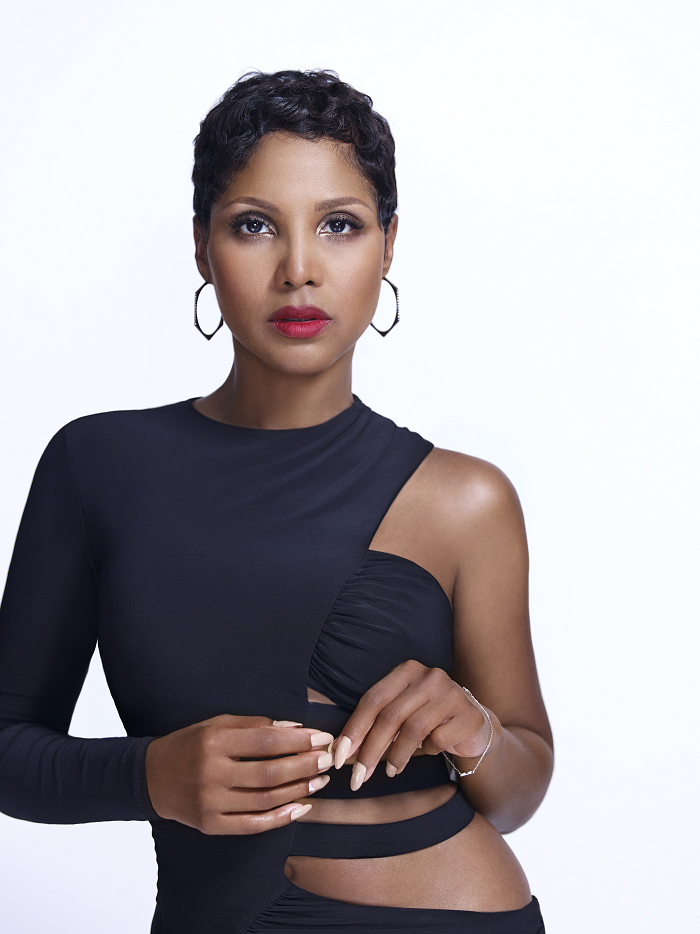
Toni Braxton est la première afro-américaine à jouer le rôle de Belle.

- Susan Egan
- Kerry Butler (en)
- Sierra Boggess
- Deborah Gibson
- Toni Braxton[note 2]
- Andrea McArdle
- Jamie-Lynn Sigler
- Megan McGinnis (en)
- Christy Carlson Romano
- Ashley Brown
- Sarah Litzsinger (en)
- Sarah Uriarte Berry (en)
- Anneliese Van der Pol
- Rachael Beck

## Chansons interprétées par Belle

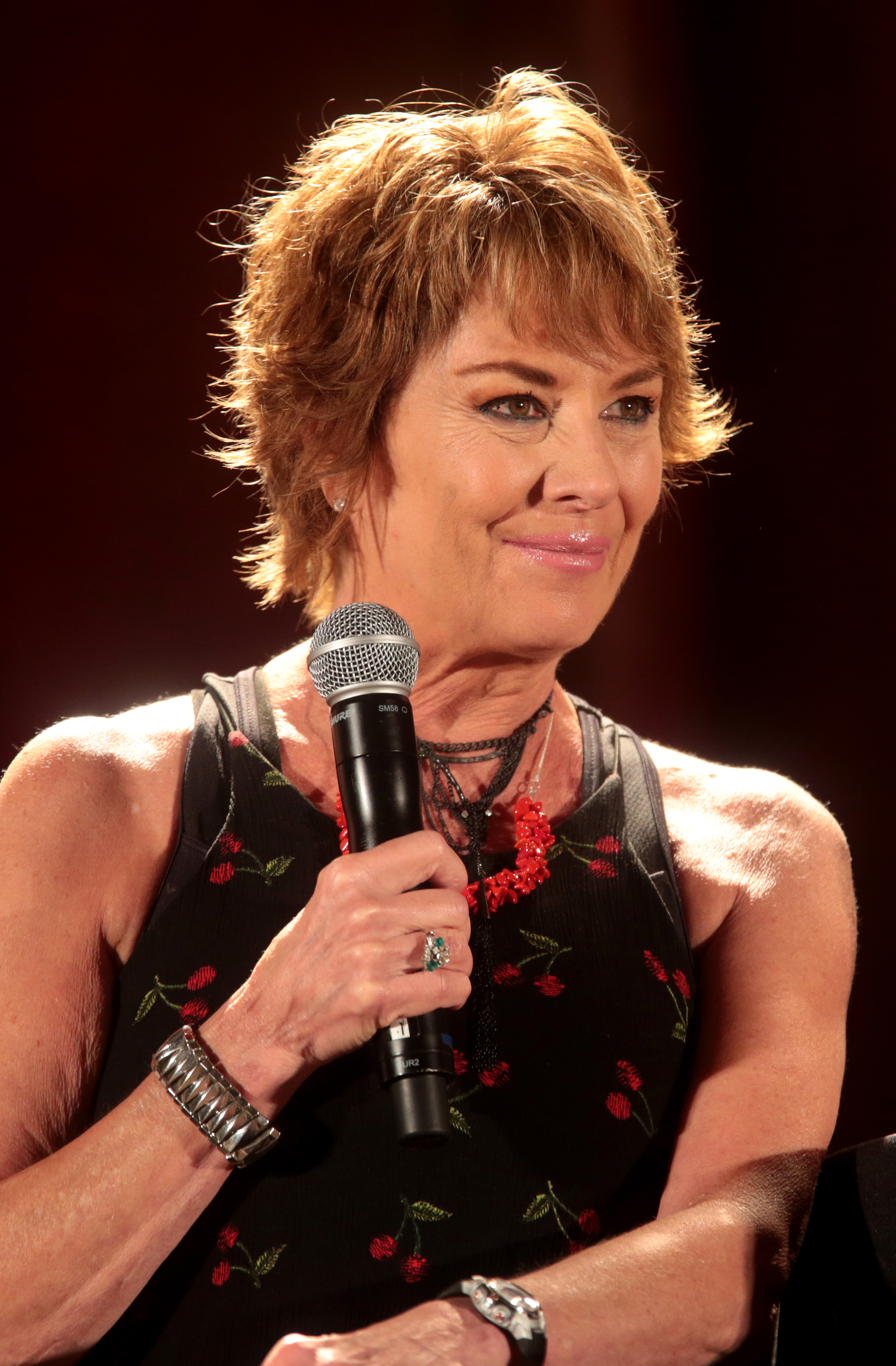
Paige O'Hara, voix originale de Belle.

Dans le film de 1991, sa reprise de 2017 et son adaptation musicale à Broadway :
- Belle (Belle), accompagnée par les villageois et Gaston ;
- Je ne savais pas (Something there), avec la Bête, Lumière, Big Ben, Mme Samovar, Plumette et Zip.

Dans la comédie musicale de Broadway :
- No Matter What, avec Maurice ;
- Me, avec Gaston ;
- Home ;
- A Change in Me (en)[note 3] ;
- End Duet/Transformation, avec la Bête.

Dans le film de 2017 :
- Jours enchantés (Day in the Sun), avec le prince jeune et les objets ;
- Montmartre (How Does a Moment Last Forever [Montmartre]).

Dans La Belle et la Bête 2 : Le Noël enchanté :
- Histoires (Stories) ;
- Tant qu'il y aura Noël (As long as there's Christmas), avec le personnel du château, puis avec Angélique ;
- Les Compères hors pair (A Cut Above The Rest), avec Lumière, Big Ben.

Belle y interprète également plusieurs chants de Noël d'origine anglo-saxonne.
Dans Le Monde magique de la Belle et la Bête :
- Quand on laisse parler son cœur (Listen with Our Hearts) ;
- Une petite pensée (A Little Thought).

## Autres apparitions

### Médias
Belle fait un caméo muet dans Le Bossu de Notre-Dame (1996). Elle apparaît également dans le manga Princesse Kilala (en) (2005-2008).
Le personnage de Belle est présent dans de nombreux jeux vidéo traitant des franchises Disney de La Belle et la Bête ou des Princesses.

### Parcs à thème
Belle apparait dès 1991 au parc Disney-MGM Studios, avec le spectacle Beauty and the Beast : Live on Stage. Ce spectacle est aussi proposé à partir de 1992 dans les parcs Disneyland et Disneyland Paris, jusqu'au milieu des années 1990. La comédie musicale de Broadway est inspirée de ce spectacle.
Il est possible de rencontrer le personnage de Belle à Enchanted Tales with Belle, au château de la Bête, au parc Magic Kingdom (Walt Disney World Resort), ainsi qu'au Princess Pavilion du parc Disneyland (Disneyland Paris).